# Station Chepstow
Chepstow is een spoorwegstation van National Rail in Monmouthshire in Wales. Het station is eigendom van Network Rail en wordt beheerd door Transport for Wales.
Het station heeft treinverbindingen naar Cardiff en Newport.
Het is in 1850 ontworpen door Isambard Kingdom Brunel.